# Віялохвістка сірогорла
Віялохвістка сірогорла (Rhipidura dahli) — вид горобцеподібних птахів родини віялохвісткових (Rhipiduridae).

## Назва
Вид названо на честь німецького натураліста Фрідріха Даля (1856—1929).

## Поширення
Ендемік архіпелагу Бісмарка (Папуа Нова Гвінея). Природним середовищем існування є субтропічні або тропічні вологі низинні ліси.